# Spaulding Pond
Spaulding Pond är en sjö i Antarktis. Den ligger i Östantarktis. Nya Zeeland gör anspråk på området. Spaulding Pond ligger 463 meter över havet.